# Beweging van Revolutionaire Eenheid

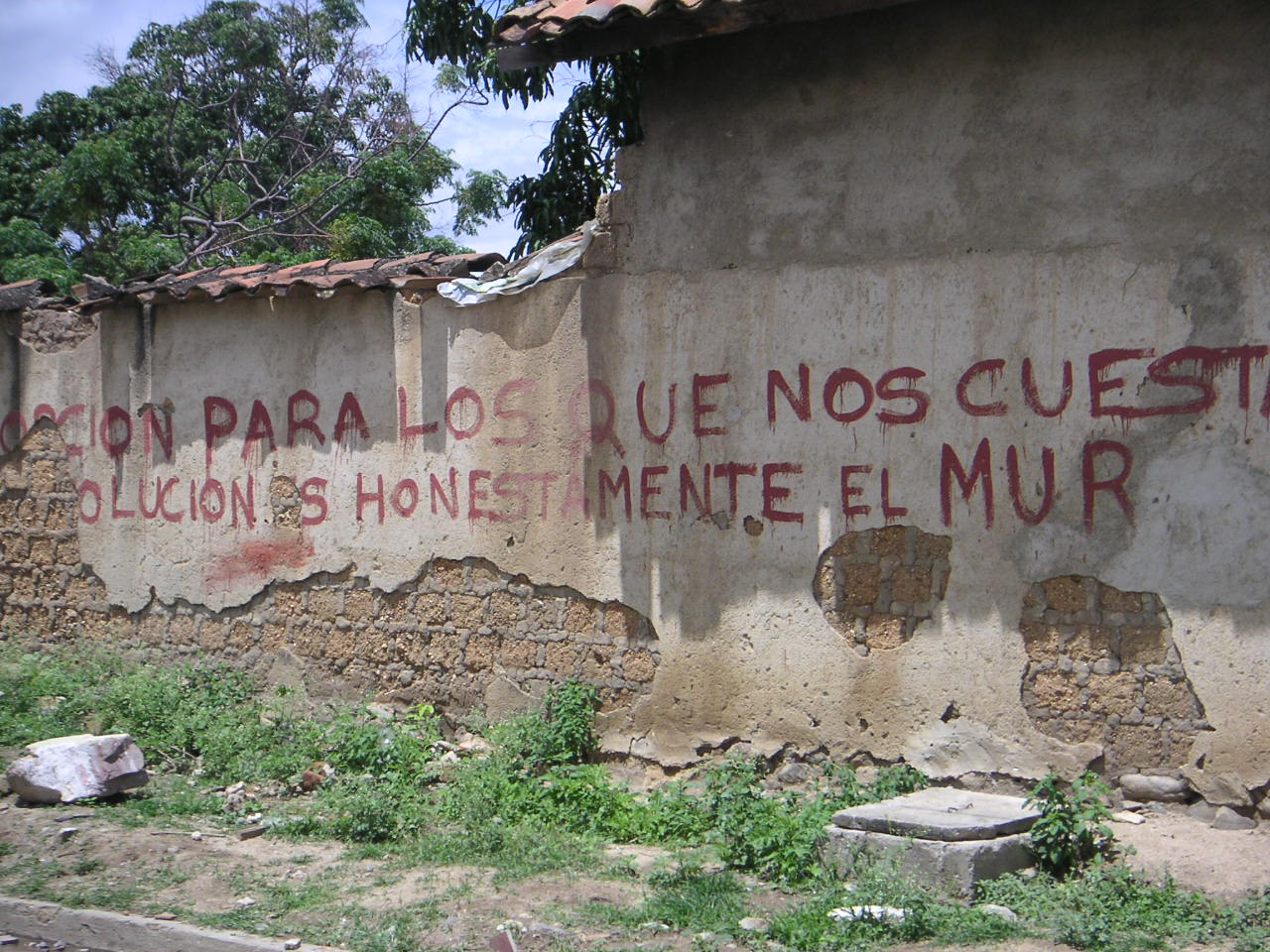
Graffiti-reclame van de MUR.

De Beweging van Revolutionaire Eenheid (Spaans: Movimiento de Unidad Revolucionaria, (MUR)) is een communistische politieke partij in Nicaragua. De partij is opgericht in 1988 als nieuwe Marxistische politieke door voormalige leden van de Marxistisch-Leninistische Partij van Nicaragua, Communistische Partij van Nicaragua en Sandinistisch Nationaal Bevrijdingsfront. Moisés Hassán, oud-burgemeester van Managua was de leider van de partij. 
BRE deed in 1990 mee aan de presidentsverkiezingen van Nicaragua (met Hassán als presidentskandidaat) en won een zetel (1%).
Sinds 2004 is Francisco Samper president van de BRE.